# Hypocrita esquirilla
Hypocrita esquirilla là một loài bướm đêm thuộc phân họ Arctiinae, họ Erebidae.